# 6. личка пролетерска дивизија НОВЈ
Шеста личка пролетерска ударна дивизија „Никола Тесла” била је дивизија Народноослободилачке војске Југославије, формирана 22. новембра 1942. наредбом Врховног штаба НОВ и ПОЈ од Прве, Друге и Треће личке бригаде. До 11. новембра 1943. била је у саставу Првог хрватског корпуса, односно Четвртог хрватског корпуса, а затим до краја рата у саставу Првог пролетерског корпуса. Од октобра 1944. у саставу дивизије борила се и 22. српска космајска бригада, а децембра 1944. у оквиру дивизије формирана је Артиљеријска бригада.
Након формирања, учествовала је у операцијама Првог босанског корпуса у доњем току Уне, а крајем 1942. и почетком 1943. вршила је нападе на италијанске, усташке и четничке посаде у Лици и северној Далмацији. Током почетне фазе Четврте непријатељске офанзиве водила је успешне борбе против јаких италијанских снага, којима је у Лапачком пољу нанела тешке губитке. Потом је заједно са јединицама Осме кордунашке дивизије ликвидирала све непријатељске посаде у Лици изузев Госпића.
Новембра 1943. прешла је у Босну, где је учествовала у интензивним борбеним дејствима против окупатора. Истакла се у разбијању немачког десанта у Дрвару и спашавању Врховног штаба НОВ и ПОЈ, 25. маја 1944. године. Септембра 1944, заједно са Првом пролетерском дивизијом, успела је да продре у Србију, учествује у разбијању четничке Четврте групе јуришних корпуса и слабијих немачких делова, као и ослобођењу Ваљева и делова западне Србије.
У Београдској операцији, октобра 1944. истакла се у сламању отпора у зградама министарстава у Немањиној улици, у форсирању Саве и ослобођењу Земуна. Учествовала је у борбама на Сремском фронту, а након његовог пробоја заједно са јединицама 21. српске дивизије учествовала је у ослобођењу Ђакова и Славонског Брода. Потом је учествовала у завршним операцијама за ослобођење Југославије и 9. маја 1945. године је ушла у Загреб.
Спадала је у ред најборбенијих дивизија НОВ и ПОЈ, а за постигнуте успехе у борбама, одлуком Врховног штаба НОВ и ПОЈ, 19. марта 1944. проглашена је пролетерском и добила назив по научнику Николи Тесли (1856—1943), који је био родом из Лике. Све три бригаде, које су при формирању дивизије биле у њеном саставу, проглашене су за пролетерске и одликоване Орденом народног хероја.

## Формирање Шесте дивизије
Развој Народноослободилачке борбе у Југославији током 1942. био је такав да је постало немогуће на дотадашњи начин руководити бригадама, батаљонима и партизанским одредима, па се у јесен исте године приступило формирању Народноослободилачке војске, односно формирању првих дивизија и корпуса, који су као лако покретне, маневарске јединице биле погодне за извођење борбених дејстава у свим крајевима Југославије, а биле су организационо оспособљене, као и политички и морално припремљене. Најпре су наредбом Врховног штаба НОП и ДВЈ 1. новембра 1942. формиране Прва и Друга пролетерска и Трећа ударна дивизија, а потом 9. новембра Четврта и Пета крајишка дивизија. Наредбом Врховног штаба НОВ и ПОЈ број 95. формиране су на подручју Главног штаба НОП и ДВ Хрватске три дивизије — Шеста личка, Седма банијска и Осма кордунашка дивизија, као и Први хрватски корпус у чији су састав ушле тада формиране дивизије.
Наредбом о формирању Шесте личке дивизије у њен састав ушле су Прва и Друга ударна и Девета бригада НОВ Хрватске, које су тада преименоване у Прву личку, Другу личку и Трећу личку бригаду. У време формирања Шесте дивизије, све три бригаде које су биле у њеном саставу, налазиле су се ван Лике — Прва личка у рејону Вељуна, а Друга личка бригада у рејону Цетинград—Велика Кладуша, где су се одмарале и сређивале након напорних борби и маршева, док се Трећа личка бригада налазила у рејону Босанског Грахова, где је била под непосредном командом Врховног штаба. Бригаде Шесте дивизије имале су тада укупно 3.229 бораца — Прва личка 1.082, Друга личка 1.071 и Трећа личка 1.201 борца. Борци Прве личке су били наоружани са 827 пушака, 7 митраљеза, 43 пушкомитраљеза и два лака минобацача; борци Друге личке са 969 пушака, 12 митраљеза, 56 пушкомитраљеза и пет лаких бацача, а борци Треће личке бригаде са 936 пушака, 6 митраљеза, 20 пушкомитраљеза и три лака минобацача.
За команданта дивизије постављен је Срећко Манола, дотадашњи командант Прве оперативне зоне Хрватске и поручник Шпанске републиканске армије, а за политичког комесара Раде Жигић, дотадашњи политички комесар Штаба Групе партизанских одреда за Лику. Остала места у Штабу дивизије била су попуњена тек у децембру, када је за начелника Штаба дивизије постављен Милан Шакић Мићун, дотадашњи командант Друге личке бригаде; за обавештајног официра дивизије Илија Бато Орлић; за оперативног официра Милан Бобић, дотадашњи заменик команданта Прве бригаде; док је у Штаб дивизије повучен Петар Бабић Пепа, дотадашњи вршилац дужности политичког комесара Друге личке бригаде. Штаб Шесте дивизије био је подређен Штабу Првог хрватског корпуса, на чијем челу су се налазили — командант Иван Гошњак и политички комесар Већеслав Хољевац. Формирањем Штаба Првог хрватског корпуса, расформиран је 1. децембра 1942. Штаб Прве оперативне зоне Хрватске, под чијом су се командом налазиле и остале партизанске јединице у Лици, Банији и Кордуну.
У периоду децембар 1942 — јануар 1943. у саставу Шесте дивизије биле су формиране Пратећа и Инжењеријска чета, батерија брдских топова, вод за везу и позадински делови. У том периоду кренуло је и стварање обавештајне, интендантске и санитетске службе, као и службе везе. Према извештају Штаба дивизије од 19. децембра 1942. дивизија је имала укупно 4.230 бораца — 4.046 мушкараца и 184 жене. Од овог броја у бригади се налазило 3.569 бораца — 3.400 мушкараца и 169 жена, док се њих 646 налазило ван дивизије (рањени, болесни и др). Борце дивизије је у највећој мери чинила српска сељачка омладина. Од наоружања, дивизија је имала 2.765 пушака, 29 митраљеза, 123 пушкомитраљеза, један противтенковски топ, један противавионски митраљез, 12 лаких минобацача од 40 мм, два минобацача од 81 мм и 211 пиштоља.

### Партијски рад у дивизији
Након стварања првих дивизија у НОВЈ, настала је потреба за организовањем засебних партијских организација, које би обједињавале политички рад и деловање свих чланова Комунистичке партије у јединицама дивизије. Централни комитет КП Југославије је 6. децембра 1942. обавестио Централни комитет КП Хрватске о неопходности формирања дивизијских партијских комитета, који би руководили политичким радом у дивизијама. Ове комитете сачињавали су политички комесар дивизије и секретари бригадних партијских комитета, односно заменици политичких комесара бригада, док за секретара дивизијског комитета није могао бити изабран политички комесар дивизије. У Шестој личкој дивизији, партијски комитет је формиран 16. децембра 1942, када су у њега ушли — политички комесар дивизије Раде Жигић, као и секретари бригадних партијских комитета Марко Чанковић, Симо Мрда и Богдан Вујновић, док је за секретара комитета изабран Симо Мрда, партијски руководилац и заменик политичког комесара Друге личке бригаде. Састанку на коме је формиран дивизијски партијски комитет присуствовао је Павле Грегорић, члан Централног комитета КП Хрватске, који је дао директиве за рад комитета.
Дивизијски партијски комитет је 2. јануара 1943. у селу Ондић, код Удбине одржао Прво партијско саветовање у дивизији на коме се расправљало о политичком стању у јединици. Саветовању је присуствовало око 75 људи — секретари партијских ћелија од чете до дивизије, секретари батаљонских бироа, партијски руководиоци у бригадама, политички комесари и команданти батаљона и бригада. Такође, присуствовао је и Јаков Блажевић, секретар Окружног комитета КПХ за Лику. На саветовању је анализирано стање и рад партијских организација у дивизији и дате смернице за будући рад. Према извештају дивизијског комитета од 11. јануара 1943. у Шестој дивизији било је укупно 485 чланова КПЈ, од чега у Штабу дивизије 13, у Првој бригади 142, у Другој бригади 177 и у Трећој бригади 153 члана.
Политичка одељења (Политодели), која су била партијско-политички органи ЦК КПЈ, односно ЦК КПХ, формирана су почетком децембра 1942. у Првој и Трећој бригади, а почетком јануара 1943. и у Другој личкој бригади. За чланове Политодела бирани су старији чланови Комунистичке партије, најчешће по 2—3 члана, који нису били чланови Штаба бригаде. Политодели су организационо били везани за бригадне партијске ћелије, а њихови руководиоци су имали право да присуствују састанцима Штабова бригада и да износе своја мишљења. Рад Политодела у јединицама Шесте личке дивизије је функционисао до краја септембра и почетка октобра 1943. када су укинути. Одлуком Политбироа ЦК КПЈ, крајем новембра 1943, био је формиран Политодел Шесте личке дивизије, који је у почетку имао пет чланова. Први чланови Политодела били су — Мато Радуловић, руководилац Политодела; Урош Бајић, задужен за политичко-партијски рад; Љубица Пурић, задужена за културно-просветни рад, Јован Барогић, задужен за омладински сектор и Бранко Вучинић. У састав Политодела касније је била укључена Милева Лула Планојевић, а након десанта на Дрвар, маја 1944, чланови Политодела су извесно време били — Стане Кавчич, Гроздана Белић-Пенезић и Митра Митровић.

### Културно-просветни рад у дивизији
Одсек за Агитацију и пропаганду (Агитпроп) формиран је при Штабу дивизије 15. децембра 1942, а његов задатак био је планирање и организација политичког, пропагандног и културно-просветног рада у дивизији. Убрзо по формирању, Агитпроп је 4. јануара 1943. покренуо дивизијски лист Личка дивизија, а за потребе партијско-политичког рада умножавао је чланке из листа Борба и друге материјале. У сарадњи са бригадним политоделима, интензивно је радио на организовању културно-просветног рада, а поред тога и на организовању политичких курсева за делегате водова и политичке комесаре чета. Припремљене аматерске уметничке групе давале су приредбе по селима и по јединицама. Велика пажња била је посвећена искорењивању неписмености, с обзиром да је на нивоу дивизије било 7 посто неписмених бораца. У недостатку школских књига, Агитпроп је у пролеће 1943, за потребе аналфабетских курсева, издао Џепну почетницу народног борца која је била врста буквара и прва таква књига штампана у Народноослободилачком рату. Поред политичких и аналфабетских курсева, Агитпроп је радио и на организацији краћих курсева из области историје, географије, медицине, филозофије и др, што је поред војно-стручног уздизања допринело и општем образовању бораца и старешина.

## Борбени пут Шесте дивизије

### Борбе у Босни, Лици и Далмацији
Након оснивања, јединице Шесте личке дивизије су крајем новембра 1942. учествовале у заједничким дејствима Првог босанског и Првог хрватског корпуса у долинама река Сане и Уне. Прва и Друга личка бригада су у садејству са две бригаде Седме банијске дивизије, од 26. до 29. новембра учествовале у нападу на усташко-домобрански гарнизон у Двору на Уни, али он није успео, због интервенције јачих непријатељских снага из Костајнице. Трећа личка бригада је за то време учествовала у борбама код Босанског Грахова и Голубића. Након овога, јединице Шесте личке дивизије су се у децембру 1942. концентрисале у Лици и до средине јануара 1943. вршиле нападе на италијанске, усташке, домобранске и четничке посаде у захвату железничке пруге и пута Госпић — Грачац: Ловинац, Смокрић, Гудура, Радуч и Грачац.
У току операције Вајс I, односно почетне фазе Четврте непријатељске офанзиве од 20. јануара до 14. фебруара 1943. јединице Шесте личке дивизије и Личког партизанског одреда су по високом снегу и јакој хладноћи водиле тешке борбе и успоравале надирање италијанских дивизија — 12. пешадијске дивизије Сасари и 13. пешадијске дивизије Ре, које су настојале да са усташким и четничким снагама продру на ослобођену територију Лике и даље према Босанском Петровцу. Главнина јединица Шесте личке дивизије је у садејству са јединицама Осме кордунашке дивизије успела да од 18. до 21. фебруара 1943, код Горњег Лапца и на Зулешевици, изврши против удар и потуче јаке делове италијанске дивизије Сисари. У овим борбама избачено је из строја 470 непријатељских војника и заплењена велика количина наоружања и друге војне опреме.
Преласком у контраофанзиву на широком подручју од Книна до Оточца, јединице Шесте личке дивизије су током марта и априла 1943, упркос тифусу који их је захватио, успеле да ослободе делове северне Далмације и читаву Лику, изузев Госпића и потпуно униште железничку пругу кроз Лику. У овим борбама било је заробљено преко 1.200 непријатељских војника, заплењено пет топова, 16 минобацача, 34 митраљеза и др. Заједно са две бригаде из Осме кордунашке дивизије, јединице Шесте личке дивизије су у ноћи 2/3. маја извршиле неуспешан напад на усташко-домобрански гарнизон у Госпићу. Јака посада од 5.000 усташа и домобрана није савладана, али је наредних месец дана држана у блокади.
Друга личка бригада је крајем маја 1943. била упућена на терен Книна, где је до почетка септембра 1943. водила борбе против италијанских, четничких и усташких снага, заузимајући неколико места, међу којима су Кијево, 26. јула и Врлика, 5. августа. Прва и Трећа личка бригада су за то време водиле борбе на подручју Личког и Гацког поља. Јула 1943. наредбом Главног штаба НОВ и ПО Хрватске, под команду Штаба дивизије је била стављена партизанска чета Плави Јадран, која је дејствовала на подручју између Обровца и Карлобага. Она је септембра 1943. прерасла у Партизански одред Плави Јадран, који је своје самостално дејство наставио на терену између Обровца и Задра. Током септембра и октобра 1943. јединице Шесте личке дивизије су нападале делове немачке 114. ловачке и 373. легионарске дивизије у захвату друма Доњи Лапац—Грачац и водила борбе на подручју Госпића.
Након капитулације Италије, септембра 1943, преко 200 бораца-руководилаца је из дивизије упућено у северну Далмацију и Истру, где су представљали руководећи кадар за новоформиране јединице. Истовремено јединице дивизије су биле попуњене са око 1.000 нових бораца из Хрватског приморја. Наредбом Главног штаба НОВ и ПО Хрватске, Штаб Шесте личке дивизије је 24. октобра 1943. од свог људства формирао Лички партизански одред јачине 150 бораца.

### Борбе у Босни и Дрварска операција
Наређењем Врховног штаба НОВ и ПОЈ Шеста личка дивизија је 11. новембра 1943. кренула из рејона Срба и преко Дрвара и Купреса дошла до Бугојна, где је ушла у састав Првог пролетерског корпуса, док је у Лици остао да делује Лички партизански одред. Заједно са јединицама Прве пролетерске дивизије, јединице Шесте личке дивизије су у другој половини новембра и почетком децембра 1943. учествовале у борбама код Травника и Зенице, затварајући на тај начин правац према Јајцу и Доњем Вакуфу, чиме су обезбеђивале ослобођено Јајце, у коме се тада одржавало Друго заседање АВНОЈ-а.
Од средине децембра 1943. јединице Шесте личке дивизије су деловале на следећим правцима — Друга личка бригада је у ноћи 16/17. децембра учествовала у нападу на немачку посаду у Шујици, затварајући правац Шујица—Купрес—Бугојно, а средином јануара 1944. се пребацила у ослобођени Дрвар; Трећа личка бригада се преко Јајца, Мркоњић Града и Кључа пребацила ка Бањалуци, где је у новогодишњој ноћи 1944. учествовала у Првој бањалучкој операцији; Прва личка бригада је крајем новембра и почетком децембра 1943. затварала правце од Травника према Јајцу и Доњем Вакуфу, а у јануару 1944. је упућена на подручје Мркоњић Града, у чијој је околини од 8. до 11. јануара водила борбе са немачким 92. моторизованим пуком.
Јединице Шесте личке дивизије су од 13. до 20. јануара 1944. код Пецке, Медне, Герзова, Млиништа и Јасенових Потока водиле оштре борбе против јаких немачких моторизованих снага које су од Бањалуке и Мркоњић Града продирале ка Гламочу. Врховни командант НОВ и ПОЈ маршал Јосип Броз Тито је за исказано јунаштво у овим борбама изразио захвалност целокупном саставу дивизије. Почетком фебруара Прва личка бригада пребацила се на терен Дрвара, а Трећа личка бригада ка Гламочу, ради затварања правца Ливно — Гламоч — Дрвар. За постигнуте успехе у дотадашњим борбама, Шеста личка дивизија је 19. марта 1944. Указом Врховног штаба НОВ и ПОЈ проглашена пролетерском и добила назив по научнику Николи Тесли. Ово је био јединствен случај у дотадашњој пракси Народноослободилачке војске Југославије, с обзиром да су до тада дивизије НОВЈ постајале пролетерске преко својих бригада, чиме је учињено велико признање Шестој личкој дивизији. Истовремено са додељивањем пролетерског назива дивизији, све три њене бригаде су постале пролетерске.
Почетком априла 1944, јединице Шесте личке дивизије су прикупљене у ширем рејону Дрвара са циљем затварања правца од Срба и Босанског Петровца и непосредног обезбеђења Врховног штаба НОВ и ПОЈ. У то време у бригаду је ступило око 150 совјетских заробљеника, који су претходно побегли из немачких јединица и од њих је био формиран „Руски батаљон”, који је био укључен у састав Прве личке бригаде, као њен Пети батаљон. Приликом немачког ваздушног десанта на Дрвар, 25. маја 1944, Трећа личка бригада се са положаја код Трубара и Ресановаца пребацила ка Дрвару, где је заједно са Пратећим батаљоном Врховног штаба, Првим батаљоном Прве личке бригаде и Првим батаљоном Треће далматинске бригаде водила веома оштре борбе против немачких падобранаца и онемогућила их у намери да ликвидирају Врховни штаб НОВ и ПОЈ. За успехе постигнуте у овим борбама, Трећа личка бригада је 25. маја 1974. приликом обележавања тридесете годишњице десанта на Дрвар одликована Орденом народног хероја.
У току Дрварске операције, остале снаге Шесте личке дивизије су упорним борбама успоравале надирање немачких јединица правцем Срб—Трубар—Дрвар. Након 11. јуна 1944. јединице Шесте личке дивизије су са подручја Дрвара биле пребачене на подручје Гламоча, одакле су извршиле напад на немачке снаге у Ливну и дуж друма Купрес—Ливно. Дивизија је тада била попуњена са око 300 бораца, који су се након капитулације Италије вратили из логора и са око 100 омладинки из Лике, које су биле упућене у дивизију као борци и болничарке.

### Пробој у Србију и Београдска операција
Из рејона Гламоча јединице Шесте личке дивизије су 20. јула 1944. предузеле покрет преко Босне, Црне Горе и Санџака за западну Србију, у коју су стигле крајем августа. Након поласка на марш, до дивизије је стигла вест да је 22. јула Председништво АВНОЈ-а, на предлог Врховног команданта НОВ и ПОЈ, Орденом народног ослобођења одликовало њену Другу и Трећу бригаду. У току ванредно тешких маршева јединице дивизије водиле су оштре борбе против немачких и квислиншких снага, нарочито код Врандука, на путу и прузи Сарајево—Вишеград, код Ораховаца и Калиновика, на Сутјесци и Пиви, где је са снагама Треће ударне дивизије вршила заштиту ваздушног транспорта рањеника за Бари са импровизованог аеродрома код села Горња Брезна. Под снажним немачким притиском, који је током августа 1944. кулминирао у операцији Рибецал, Шеста личка и Прва пролетерска дивизија су вештим маневром успеле да отклоне притисак оперативне групе Друге оклопне армије и продиру у Србију.
У ноћи 29/30. августа 1944. јединице Шесте личке дивизије су се код села Бања, у близини Прибоја, пребациле преко Лима и прешле у Србију, након чега су на Златибору дошле у везу са јединицама Прве пролетерске дивизије, са којима су заједно водиле успешне борбе против јаких четничких снага око Ужичке Пожеге, на Јеловој гори, код села Мионице и др, када су разбијени четничка Четврта група јуришних корпуса и делови Српског добровољачког корпуса. За јунаштво и издржљивост у борбама од Дрвара до Србије, у којима је изгубила 1/4 борачког састава, Шеста личка дивизија је 7. септембра 1944. похваљена од стране Врховног команданта НОВ и ПОЈ.
Након тешких борби, заједно са јединицама Прве пролетерске дивизије, учествовала је у ослобођењу Ваљева 18. септембра 1944, а затим продирући кроз Тамнаву и Мачву, ослободила Владимирце 4. октобра и избила на Саву, где је заузела Дебрц и пресекла комуникацију Обреновац—Шабац. Дивизија је тада попуњена новим борцима са ширег подручја Ваљева, а 8. октобра 1944. у њен састав је ушла 22. српска космајска бригада. У току октобра 1944. бригада је учествовала у борбама за ослобођење Београда, током којих је водила нарочито тешке борбе за зграде министарстава у Немањиној улици и Улици кнеза Милоша, када је претрпела губитке од око 200 погинулих и 250 рањених бораца.
Након ослобођења Београда, 20. октобра 1944, главнина Шесте личке дивизије, без Треће личке бригаде, а ојачана Тринаестом пролетерском бригадом, се под борбом пребацила преко моста на Сави и у садејству јединица Црвене армије учествовала у сламању немачког отпора на аеродрому и Бежанијској коси, након чега су 22. октобра ослобођени Земун и Бежанија и настављено наступање кроз Срем. За постигнуте успехе у Београдској операцији, заједно са осталим јединицама НОВЈ које су учествовале у овој операцији, Шеста личка дивизија била је похваљена од стране Врховног команданта НОВ и ПОЈ.

### Сремски фронт и завршне операције
У наступању кроз Срем, јединице Шесте личке дивизије учествовале су у ослобођењу више села, а након што су почетком новембра 1944. у борбама на Сремском фронту претрпеле тешке губитке, дивизија је крајем истог месеца била повучена у Београд, ради попуне, одмора, обуке и сређивања јединица. Тада је извршено пренаоружавање оружјем добијеним из Совјетског Савеза. У децембру 1944. у оквиру дивизије била је формирана Артиљеријска бригада, јачине три дивизиона. Такође, поред ове бригаде, Шеста личка дивизија је у свом саставу имала и два самостална дивизиона. Почетком децембра, у састав дивизије је ушао партизански батаљон Јане Сандански, који је укључен у Прву личку бригаду, као њен Пети батаљон. Након што су њене бригаде попуњене великим бројем нових бораца из Србије, Шеста личка дивизија је нарасла на око 16.000 људи.
Поред четири пешадијске и једне артиљеријске бригаде, Шеста личка дивизија је имала противтенковски дивизион, батаљон за везу, инжињеријски батаљон, медицинско-санитетски батаљон и позадинске јединице и установе. Попуњена и одморена, дивизија је почетком јануара 1945. пребачена на Сремски фронт у рејон Шид—Адашевци, где је у тешким условима изводила одбрамбена и офанзивна дејства. Почетком марта 1945. године извршена је реорганизација дивизије у току које је су расформиране 22. српска космајска бригада и батаљон Јане Сандански и сви четврти батаљони у бригадама, а њихово људство распоређено у преостале јединице.
У пробоју Сремског фронта, априла 1945. године јединице Шесте личке дивизије су водиле борбе за Батровце, Липовац, Сољане, Врбању, Пишкоревце и Нове Перковце. У садејству са јединицама 21. српске дивизије, Шеста личка дивизија је 16. септембра ослободила Ђаково, а 20. априла у садејству са Петом крајишком и Седамнаестом источнобосанском дивизијом Славонски Брод. Након борби на реци Илови, од 25. априла до 3. маја, дивизија је у садејству са Првом пролетерском дивизијом 5. маја ослободила Чазму, а 9. маја је ушла у Загреб. Након тога је до 15. маја 1945. од заосталих непријатељских снага очистила Загребачку гору.
Након капитулације последњих окупаторско-квислиншких снага и завршетка Другог светског рата у Југославији, Шеста личка дивизија је повучена у Загреб, где је 16. маја у Максимиру извршена свечана смотра дивизије и њених преосталих 8.055 бораца. Након свечане смотре, коју су извршили командант дивизије генерал-мајор Ђоко Јованић и политички комесар потпуковник Никола Пеиновић, дивизија је све до 20. маја остала у Загребу, када је кренула у Лику. Како су на путу до Лике, поједине јединице дивизије извршавале одређене задатке, комплетна дивизија се у Лици нашла тек у јуну 1945. године.

## Командни састав дивизије
- Команданти дивизије:
  - Срећко Манола (1914—1979) — од формирања дивизије до марта 1943. године
  - Ђоко Јованић (1917—2000) — од марта 1943. до краја рата
- Политички комесари дивизије:
  - Раде Жигић (1909—1954) — од формирања дивизије до септембра 1943. године
  - Живан Димитријевић (1912—?) — од септембра до децембра 1943. године
  - Драгослав Мутаповић (1912—1990) — од децембра 1943. до октобра 1944. године
  - Никола Пејновић (1921—1987) — од октобра 1944. до краја рата
- Начелници Штаба дивизије:
  - Милан Шакић Мићун (1915—1971) — од децембра 1942. до јуна 1943. године
  - Миле Узелац (1913—1987) — од јуна 1943. до фебруара 1944. године
  - Божо Божовић (1911—1993) — од фебруара до марта 1944. године
  - Душан Дотлић (1913—1975) — од марта до децембра 1944. године
  - Лазо Радаковић (1913—2014) — од децембра 1944. до краја рата

## Бројно стање и национални састав дивизије
Бројно стање Шесте личке дивизије се од њеног формирања новембра 1942. до октобра 1944, када је у њен састав ступила 22. српска космајска бригада и када је попуњена новим борцима, кретао од три до четири и по хиљаде бораца. Према извештају Штаба дивизије насталом 19. децембра 1942, месец дана након формирања и десет дана након повратка јединица дивизије у Лику, дивизија је имала укупно 4.230 бораца, од којих се ван дивизије (болесни и рањени) налазило 660, а на стању у јединицама 3.570 бораца. Према извештају насталом неколико дана касније — 24. децембра, бројно стање дивизије је износило 3.844 бораца. Овај извештај поред бројног стања, даје и национални, социјални и партијски састав дивизије. По националној структури највећа већина бораца дивизије, њих 95,7 % били су Срби, а поред њих у дивизији је било и 159, односно 4,1 % Хрвата и пет припадника других националности: 2 Словенца, 1 Јеврејин, 1 Муслиман и 1 Рус. Највећи број Хрвата, њих 118, налазило се у саставу Прве личке бригаде, док су Друга и Трећа личка бригада готово стопроцентно биле попуњене борцима српске националности. Према социјалној структури највећи број бораца, њих 3.288 односно 85,5 % били су сељаци, 8,6 % радници и занатлије, а преостали разних занимања са средњом и вишом стручном спремом. Такође, међу припадницима дивизије било је и 120 професионалних војних лица, углавном подофицира бивше Југословенске војске. С обзиром да је највећи број бораца долазио из сиромашних сеоских средина чак 7 % бораца, односно њих 269 били су неписмени. Иако се партизани често сматрају као идеолошка војска Комунистичке партије, само 367 бораца, односно њих 9,5 % били су чланови КПЈ. Интензивним политичким радом, био је обухваћен 1.171 борац, односно 30,4 % и они су евидентирани као кандидати за чланове КПЈ, док највећи део бораца бригаде, њих 60 % није био обухваћен партијским радом.
Према извештају Штаба Првог корпуса Хрватске од 16. јануара 1943. упућеног Главном штабу Хрватске Шеста личка дивизија бројала је око 4.200 бораца. Убрзо након овог извештаја отпочела је прва фаза Четврте непријатељске офанзиве, током које су јединице дивизије водиле огорчене борбе, па је према извештају Штаба дивизије од 6. фебруара 1943. бројно стање износило укупно 4.467 бораца, од којих се њих 1.178 налазило ван борбеног састава (рањеници), а 3.277 у борбеном саставу. Након завршене офанзиве, стање дивизије је према извештају Штаба дивизије од 31. марта 1943. износило 4.400 бораца, од чега је на стању било 2.917, односно 66,3 % док се њих 1.486 налазило ван борбеног састава. Према овом извештају Срби су и даље чинили огромну већину бораца, а број жена у дивизији се у односу на децембар 1942. удвостручио. Крајем јуна 1943. бројно стање дивизије износило је 3.268 бораца у борбеном саставу, док је број одсутних (рањеници) био непознат. Огромну већину бораца, њих 95,5 % су чинили припадници српског народа, док је број Хрвата био мали, свега 184 борца, односно 5,6 %. У настојању да се у састав јединице укључи већи број припадника хрватског народа, Штаб дивизије је 14. јула донео наредбу о формирању Првог личког хрватског батаљона Матија Губец, у који су били прекомандовани готово сви борци Хрвати из јединица Шесте личке дивизије. Батаљон је формиран на иницијативу ЦК КП Хрватске и Главног штаба НОВ и ПО Хрватске, а на основу одлуке Штаба Првог корпуса Хрватске, са циљем да касније прерасте у бригаду. Дуже време након формирања, батаљон није био убациван у борбене окршају, већ је упућиван на лакше задатке и оријентисан на политичко деловање по хрватским селима, ради мобилизације људства. Августа 1943. нарастао је на око 260 бораца и ту се стало у његовом развоју. Како није испунио очекивања у циљу мобилизације хрватског становништва, расформиран је 15. октобра 1943. године.
Непосредно пред капитулацију Италије, стање дивизије је 25. августа 1943. износило укупно 4.432 борца, од чега 3.284 у борбеном саставу. Према овом детаљном извештају, већину бораца, њих 91 % су чинили Срби, док се број Хрвата попео на 8,9 %. Према социјалној структури, највећи број бораца њих 81 % чинили су сељаци, док је партијским радом била обухваћена тачно половина бораца дивизије — њих 19,8 % били су чланови КПЈ, 23 % чланови СКОЈ-а, а 6,7 % кандидати за чланове КПЈ. Два месеца касније, пред укључивање у Први пролетерски корпус, када је започела свој ратни поход од Лике преко Босне, Херцеговине, Црне Горе и Санџака до Шумадије, дивизија је имала 4.971 борца, од чега 3.871 у борбеном стању. Највећи број бораца, њих 80 % били су Срби, број Хрвата је нарастао на 18 %, док су остатак чинили припадници осталих националности, међу којима је било и 70 Италијана.
Током ратног похода од Лике до Србије, јединице дивизије су попуњаване новим борцима, али како је велики број бораца гинуо у борбама, бројно стање дивизије се и даље кретало у истим оквирима. Крајем јануара 1944. у борбеном саставу дивизије налазило се 3.336 бораца, док је стање половином фебруара износило 3.518 бораца. Маја 1944, непосредно пред десант на Дрвар, дивизија је имала 3.667 бораца, а у тешким борбама вођеним са немачким падобранцима 25. и 26. маја јединице дивизије су имале укупно 156 избачених из строја — 49 погинула, 73 рањена и 34 нестала борца. У борбама вођеним током Дрварске операције, као и у борбама током четрдесетодневног марша од Гламоча до Прибоја, Шеста личка дивизија изгубила је више од 1/3 свог састава па је септембра 1944. стигла на Златибор са свега око 2.400 бораца. Након доласка у Србију, у периоду од ослобођења Ваљева до почетка Београдске операције, дошло је до прилива великог броја нових бораца у дивизију, као и укључивања у њен састав 22. српске космајске бригаде, па је стање дивизије 9. октобра 1944. износило преко 5.600 бораца. Крајем новембра 1944, пред повлачење дивизије са Сремског фронта, дивизија је са тек приспелом допуном имала укупно 5.992 бораца, од чега 4.587 у борбеном саставу. Упоредо са попуном нових бораца, из дивизије је повучено на стотине старих бораца и старешина, који су упућивани као команди кадар у новоформиране јединице и установе или слати на школовање у Совјетски Савез. Према неким подацима, од половине септембра 1944. до почетка фебруара 1945. било је прекомандовано укупно 520 старих бораца.
Пошто је у борбама на Сремском фронту претрпела тешке губитке, који су само у периоду од 29. октобра до 9. новембра износили — 147 погинулих, 539 рањених и 34 нестала борца, дивизија је 26. новембра повучена са фронта. Током боравка дивизије на одмору у Београду, извршена је попуна састава новомобилисаним војним обвезницима са ослобођених подручја Србије, па је бројно стање дивизије крајем децембра нарасло на 16.605 бораца. Бројно стање бригада у саставу дивизије износило је тада између три и три и по хиљаде бораца, колико је пре доласка у Србију износило просечно стање читаве дивизије. Попуњена новим борцима, дивизија није изменила свој основни национални и социјални састав, јер су огромну већину бораца и даље чинили Срби и сељаци. Стари борци из Лике тада су у дивизији чинили само командни састав, док су у борбеним јединицама били сведени на симболичан број. У периоду од повратка на фронт, почетком јануара до пробоја фронта, почетком априла 1945. дивизија је имала око 2.000 бораца избачених из строја, па је половином априла имала 12.000 бораца. Само у борбама за пробој Сремског фронта, од 4. до 13. априла дивизија је имала губитке од 319 погинулих и 1.025 рањених бораца. У укупним борбама Шесте личке дивизије на Сремском фронту, од краја октобра до краја новембра 1944. и од почетка јануара до почетка априла 1945, дивизија је имала укупно 1.657 погинулих бораца.
У борбама дивизије од 4. јануара, када је враћена на фронт до 15. маја 1945. када су завршена ратна дејства у Југославији, Шеста личка дивизија је имала губитке од 1.090 погинулих, 3.772 рањена и 150 нестала борца, док је непријатељским јединицама нанела губитке од 7.054 убијена, 5.437 рањена и 2.039 заробљених војника. На смотри јединица дивизије, која је извршена у Загребу 16. маја 1945, присуствовало је укупно 8.055 бораца, односно половина бораца који су у јануару кренули на фронт. Поред погинулих и рањених бораца, на овај број утицала је и прекоманда преко 3.500 бораца из дивизије. Приликом трансформације Народноослободилачке војске Југославије (НОВЈ) у Југословенску армију (ЈА), марта 1945, по узору на совјетску Црвену армију била је установљена тројна формација, па је 7. марта расформирана 22. српска космајска бригада, која је била четврта бригада у дивизији. Део њених бораца тада је распоређен у преостале јединице, док је њих око 2.000 прекомандовано у састав 21. српске дивизије. Такође, у периоду од марта до половине маја 1945, по наређењу Штаба Прве армије ЈА, из састава дивизије је у друге јединице прекомандовано укупно 1.563 бораца.

### Табеларни приказ
| јединица            | национални састав | национални састав | национални састав | партијски састав | партијски састав | партијски састав | социјални састав | социјални састав | социјални састав | социјални састав | социјални састав | неписмени | укупно бораца |
| јединица            | Срби              | Хрвати            | остали            | чланови КПЈ      | кандидати за КПЈ | ван партије      | сељаци           | радници          | војна лица       | средња спрема    | виша спрема      | неписмени | укупно бораца |
| ------------------- | ----------------- | ----------------- | ----------------- | ---------------- | ---------------- | ---------------- | ---------------- | ---------------- | ---------------- | ---------------- | ---------------- | --------- | ------------- |
| Штаб дивизије       | 11                | 2                 | 1                 | 10               | 4                | 0                | 0                | 3                | 5                | 1                | 5                | 0         | 14            |
| Агитпроп дивизије   | 19                | 2                 | 2                 | 6                | 6                | 11               | 6                | 2                | 1                | 3                | 11               | 0         | 23            |
| Пратећа чета        | 58                | 5                 | 0                 | 0                | 14               | 49               | 54               | 4                | 3                | 0                | 2                | 0         | 63            |
| Прва личка бригада  | 885               | 118               | 1                 | 108              | 370              | 526              | 795              | 136              | 40               | 12               | 21               | 98        | 1.004         |
| Друга личка бригада | 1.562             | 28                | 1                 | 141              | 449              | 1.001            | 1.393            | 137              | 40               | 6                | 15               | 100       | 1.591         |
| Трећа личка бригада | 1.145             | 4                 | 0                 | 102              | 328              | 719              | 1.040            | 50               | 31               | 18               | 10               | 66        | 1.149         |
| укупно              | 3.680             | 159               | 5                 | 367              | 1.171            | 2.306            | 3.288            | 332              | 120              | 40               | 64               | 269       | 3.844         |
| проценат            | 95,7 %            | 4,1 %             | 0,1 %             | 9,5 %            | 30,4 %           | 59,9 %           | 85,5 %           | 8,6 %            | 3,1 %            | 1 %              | 1,6 %            | 7 %       | —             |

| јединица            | полна структура | полна структура | национални састав | национални састав | партијски састав | партијски састав | партијски састав | социјални састав | социјални састав | социјални састав | социјални састав | бројно стање | бројно стање | бројно стање |
| јединица            | мушкарци        | жене            | Срби              | Хрвати            | чланови КПЈ      | кандидати за КПЈ | ван партије      | сељаци           | радници          | војна лица       | остало           | ван дивизије | на стању     | УКУПНО       |
| ------------------- | --------------- | --------------- | ----------------- | ----------------- | ---------------- | ---------------- | ---------------- | ---------------- | ---------------- | ---------------- | ---------------- | ------------ | ------------ | ------------ |
| Штаб дивизије       | 11              | 0               | 11                | 0                 | 10               | 0                | 1                | 1                | 0                | 0                | 4                | 0            | 11           | 11           |
| Пратећа чета        | 72              | 8               | 76                | 4                 | 1                | 7                | 74               | 67               | 13               | 0                | 0                | 15           | 65           | 80           |
| Инжењеријска чета   | 46              | 0               | 44                | 2                 | 0                | 0                | 46               | 36               | 9                | 1                | 0                | 10           | 36           | 46           |
| Прва личка бригада  | 1.208           | 115             | 800               | 75                | 169              | 70               | 637              | 710              | 114              | 33               | 19               | 447          | 876          | 1.323        |
| Друга личка бригада | 1.370           | 125             | 926               | 17                | 180              | 62               | 701              | 831              | 68               | 26               | 18               | 552          | 943          | 1.495        |
| Трећа личка бригада | 1.385           | 63              | 975               | 11                | 173              | 333              | 480              | 881              | 54               | 24               | 27               | 462          | 986          | 1.448        |
| укупно              | 4.092           | 311             | 2.832             | 109               | 533              | 472              | 1.937            | 2.526            | 258              | 84               | 68               | 1.486        | 2.917        | 4.403        |
| проценат            | 92,9 %          | 7,1 %           | 96,3 %            | 3,7 %             | 18,1 %           | 16 %             | 65,9 %           | 85,8 %           | 8,7 %            | 2,8 %            | 2,3 %            | 33,7 %       | 66,3 %       | —            |

| јединица                       | полна структура | полна структура | национални састав | национални састав | национални састав | партијски састав | партијски састав | партијски састав | партијски састав | социјални састав | социјални састав | социјални састав | социјални састав | бројно стање | бројно стање | бројно стање |
| јединица                       | мушкарци        | жене            | Срби              | Хрвати            | остали            | чланови КПЈ      | кандидати за КПЈ | чланови СКОЈ     | ван партије      | сељаци           | радници          | војна лица       | остало           | ван дивизије | на стању     | УКУПНО       |
| ------------------------------ | --------------- | --------------- | ----------------- | ----------------- | ----------------- | ---------------- | ---------------- | ---------------- | ---------------- | ---------------- | ---------------- | ---------------- | ---------------- | ------------ | ------------ | ------------ |
| Штаб дивизије и помоћно особље | 121             | 12              | 118               | 14                | 1                 | 33               | 7                | 38               | 55               | 75               | 24               | 8                | 26               | 0            | 133          | 133          |
| Пратећа чета                   | 73              | 6               | 70                | 5                 | 0                 | 6                | 27               | 6                | 36               | 68               | 7                | 0                | 0                | 4            | 75           | 79           |
| Инжењеријска чета              | 37              | 2               | 38                | 0                 | 0                 | 1                | 1                | 13               | 23               | 31               | 4                | 0                | 3                | 1            | 38           | 39           |
| Прва личка бригада             | 1.066           | 89              | 882               | 6                 | 3                 | 202              | 57               | 188              | 444              | 765              | 74               | 28               | 24               | 264          | 891          | 1.155        |
| Друга личка бригада            | 1.297           | 96              | 832               | 3                 | 0                 | 164              | 50               | 136              | 485              | 761              | 40               | 21               | 13               | 558          | 835          | 1.393        |
| Трећа личка бригада            | 1.264           | 71              | 1.049             | 1                 | 0                 | 210              | 75               | 317              | 448              | 965              | 42               | 17               | 26               | 285          | 1.050        | 1.335        |
| Батаљон Матија Губец           | 264             | 34              | 0                 | 262               | 0                 | 35               | 6                | 61               | 160              | 213              | 37               | 3                | 9                | 36           | 262          | 298          |
| укупно                         | 4.122           | 310             | 2.989             | 291               | 4                 | 651              | 223              | 759              | 1.651            | 2.665            | 191              | 74               | 92               | 1.148        | 3.284        | 4.432        |
| проценат                       | 93 %            | 7 %             | 91 %              | 8,9 %             | 0,1 %             | 19,8 %           | 6,7 %            | 23,1 %           | 50,2 %           | 81,1 %           | 5,8 %            | 2,2 %            | 2,8 %            | 26 %         | 74 %         | —            |

| јединица                        | полна структура | полна структура | национални састав | национални састав | национални састав | партијски састав | партијски састав | партијски састав | партијски састав | социјални састав | социјални састав | социјални састав | социјални састав | бројно стање | бројно стање | бројно стање |
| јединица                        | мушкарци        | жене            | Срби              | Хрвати            | остали            | чланови КПЈ      | кандидати за КПЈ | чланови СКОЈ     | ван партије      | сељаци           | радници          | војна лица       | остало           | ван дивизије | на стању     | УКУПНО       |
| ------------------------------- | --------------- | --------------- | ----------------- | ----------------- | ----------------- | ---------------- | ---------------- | ---------------- | ---------------- | ---------------- | ---------------- | ---------------- | ---------------- | ------------ | ------------ | ------------ |
| Штаб дивизије                   | 12              | 0               | 10                | 1                 | 1                 | 8                | 0                | 0                | 4                | 1                | 1                | 4                | 6                | 0            | 12           | 12           |
| Помоћно особље у Штабу дивизије | 168             | 24              | 114               | 42                | 2                 | 38               | 49               | 10               | 61               | 126              | 18               | 4                | 10               | 34           | 158          | 192          |
| Пратећа чета                    | 143             | 5               | 69                | 71                | 2                 | 5                | 28               | 7                | 102              | 139              | 0                | 3                | 0                | 6            | 142          | 148          |
| Инжењеријска чета               | 45              | 2               | 38                | 5                 | 0                 | 5                | 16               | 1                | 21               | 33               | 7                | 0                | 3                | 4            | 43           | 47           |
| Прва личка бригада              | 1.247           | 105             | 850               | 225               | 17                | 210              | 191              | 37               | 654              | 827              | 207              | 30               | 28               | 260          | 1.092        | 1.352        |
| Друга личка бригада             | 1.282           | 112             | 905               | 140               | 5                 | 198              | 364              | 45               | 443              | 894              | 98               | 21               | 37               | 344          | 1.050        | 1.394        |
| Трећа личка бригада             | 1.419           | 324             | 891               | 170               | 55                | 202              | 238              | 57               | 619              | 962              | 106              | 18               | 30               | 378          | 1.116        | 1.494        |
| Прва брдска батерија            | 55              | 1               | 46                | 9                 | 1                 | 7                | 10               | 5                | 34               | 40               | 10               | 2                | 4                | 0            | 56           | 56           |
| укупно                          | 4.371           | 324             | 2.923             | 663               | 83                | 674              | 896              | 162              | 1.937            | 3.022            | 447              | 82               | 118              | 1.026        | 3.669        | 4.695        |
| проценат                        | 93,1 %          | 6,9 %           | 79,7 %            | 18 %              | 2,3 %             | 18,3 %           | 24,4 %           | 4,4 %            | 52,8 %           | 82,3 %           | 12,1 %           | 2,2 %            | 3,2 %            | 21,9 %       | 78,1 %       | —            |

| Хронолошки преглед бригада у саставу Шесте личке дивизије | Хронолошки преглед бригада у саставу Шесте личке дивизије | Хронолошки преглед бригада у саставу Шесте личке дивизије | Хронолошки преглед бригада у саставу Шесте личке дивизије | Хронолошки преглед бригада у саставу Шесте личке дивизије | Хронолошки преглед бригада у саставу Шесте личке дивизије | Хронолошки преглед бригада у саставу Шесте личке дивизије | Хронолошки преглед бригада у саставу Шесте личке дивизије | Хронолошки преглед бригада у саставу Шесте личке дивизије | Хронолошки преглед бригада у саставу Шесте личке дивизије | Хронолошки преглед бригада у саставу Шесте личке дивизије | Хронолошки преглед бригада у саставу Шесте личке дивизије | Хронолошки преглед бригада у саставу Шесте личке дивизије | Хронолошки преглед бригада у саставу Шесте личке дивизије | Хронолошки преглед бригада у саставу Шесте личке дивизије | Хронолошки преглед бригада у саставу Шесте личке дивизије | Хронолошки преглед бригада у саставу Шесте личке дивизије | Хронолошки преглед бригада у саставу Шесте личке дивизије | Хронолошки преглед бригада у саставу Шесте личке дивизије | Хронолошки преглед бригада у саставу Шесте личке дивизије | Хронолошки преглед бригада у саставу Шесте личке дивизије | Хронолошки преглед бригада у саставу Шесте личке дивизије | Хронолошки преглед бригада у саставу Шесте личке дивизије | Хронолошки преглед бригада у саставу Шесте личке дивизије | Хронолошки преглед бригада у саставу Шесте личке дивизије | Хронолошки преглед бригада у саставу Шесте личке дивизије | Хронолошки преглед бригада у саставу Шесте личке дивизије | Хронолошки преглед бригада у саставу Шесте личке дивизије | Хронолошки преглед бригада у саставу Шесте личке дивизије | Хронолошки преглед бригада у саставу Шесте личке дивизије | Хронолошки преглед бригада у саставу Шесте личке дивизије |
| 1942.                                                     | 1942.                                                     | 1943.                                                     | 1943.                                                     | 1943.                                                     | 1943.                                                     | 1943.                                                     | 1943.                                                     | 1943.                                                     | 1943.                                                     | 1943.                                                     | 1943.                                                     | 1943.                                                     | 1943.                                                     | 1944.                                                     | 1944.                                                     | 1944.                                                     | 1944.                                                     | 1944.                                                     | 1944.                                                     | 1944.                                                     | 1944.                                                     | 1944.                                                     | 1944.                                                     | 1944.                                                     | 1944.                                                     | 1945.                                                     | 1945.                                                     | 1945.                                                     | 1945.                                                     | 1945.                                                     |
| 11                                                        | 12                                                        | 1                                                         | 2                                                         | 3                                                         | 4                                                         | 5                                                         | 6                                                         | 7                                                         | 8                                                         | 9                                                         | 10                                                        | 11                                                        | 12                                                        | 1                                                         | 2                                                         | 3                                                         | 4                                                         | 5                                                         | 6                                                         | 7                                                         | 8                                                         | 9                                                         | 10                                                        | 11                                                        | 12                                                        | 1                                                         | 2                                                         | 3                                                         | 4                                                         | 5                                                         |
| --------------------------------------------------------- | --------------------------------------------------------- | --------------------------------------------------------- | --------------------------------------------------------- | --------------------------------------------------------- | --------------------------------------------------------- | --------------------------------------------------------- | --------------------------------------------------------- | --------------------------------------------------------- | --------------------------------------------------------- | --------------------------------------------------------- | --------------------------------------------------------- | --------------------------------------------------------- | --------------------------------------------------------- | --------------------------------------------------------- | --------------------------------------------------------- | --------------------------------------------------------- | --------------------------------------------------------- | --------------------------------------------------------- | --------------------------------------------------------- | --------------------------------------------------------- | --------------------------------------------------------- | --------------------------------------------------------- | --------------------------------------------------------- | --------------------------------------------------------- | --------------------------------------------------------- | --------------------------------------------------------- | --------------------------------------------------------- | --------------------------------------------------------- | --------------------------------------------------------- | --------------------------------------------------------- |
| 1. личка бригада                                          |                                                           |                                                           |                                                           |                                                           |                                                           |                                                           |                                                           |                                                           |                                                           |                                                           |                                                           |                                                           |                                                           |                                                           |                                                           |                                                           |                                                           |                                                           |                                                           |                                                           |                                                           |                                                           |                                                           |                                                           |                                                           |                                                           |                                                           |                                                           |                                                           |                                                           |
| 2. личка бригада                                          |                                                           |                                                           |                                                           |                                                           |                                                           |                                                           |                                                           |                                                           |                                                           |                                                           |                                                           |                                                           |                                                           |                                                           |                                                           |                                                           |                                                           |                                                           |                                                           |                                                           |                                                           |                                                           |                                                           |                                                           |                                                           |                                                           |                                                           |                                                           |                                                           |                                                           |
| 3. личка бригада                                          |                                                           |                                                           |                                                           |                                                           |                                                           |                                                           |                                                           |                                                           |                                                           |                                                           |                                                           |                                                           |                                                           |                                                           |                                                           |                                                           |                                                           |                                                           |                                                           |                                                           |                                                           |                                                           |                                                           |                                                           |                                                           |                                                           |                                                           |                                                           |                                                           |                                                           |
|                                                           |                                                           |                                                           |                                                           |                                                           |                                                           |                                                           |                                                           |                                                           |                                                           |                                                           |                                                           |                                                           |                                                           |                                                           |                                                           |                                                           |                                                           |                                                           |                                                           |                                                           |                                                           |                                                           | 22. космајска бригада                                     |                                                           |                                                           |                                                           |                                                           |                                                           |                                                           |                                                           |
|                                                           |                                                           |                                                           |                                                           |                                                           |                                                           |                                                           |                                                           |                                                           |                                                           |                                                           |                                                           |                                                           |                                                           |                                                           |                                                           |                                                           |                                                           |                                                           |                                                           |                                                           |                                                           |                                                           |                                                           | Артиљеријска бригада                                      |                                                           |                                                           |                                                           |                                                           |                                                           |                                                           |

## Наслеђе
Шеста личка дивизија је у току Народноослободилачког рата (НОР) спадала у ред најборбенијих дивизија Народноослободилачке војске Југославије (НОВЈ), због чега је 19. марта 1944. Указом Врховног штаба НОВ и ПОЈ проглашена пролетерском, када је добила назив по научнику Николи Тесли (1856—1943), који је био родом из Лике.
| „ | С обзиром на особиту упорност и ударну способност у борби против окупатора и свих непријатеља народа, Врховни штаб НОВ и ПОЈ решио је да се 6. личкој дивизији Првог корпуса даде назив: 6. пролетерска дивизија „Никола Тесла” — из Указа Врховног штаба НОВ и ПОЈ. | ” |

Све три бригаде, које су при формирању дивизије биле у њеном саставу, проглашене су за пролетерске и одликоване Орденом народног хероја — Трећа личка бригада одликована је 25. маја 1974, поводом обележавања тридесете годишњице десанта на Дрвар, а Прва и Друга личка бригада одликоване су 21. јула 1977, поводом обележавања тридесетпетогодишњице формирања дивизије. Поред тога, ове три бригаде су одликоване Орденом народног ослобођења, Орденом партизанске звезде са златним венцем и Орденом братства и јединства са златним венцем,  док су 22. српска космајска бригада и Артиљеријска бригада одликоване Орденом заслуга за народ са златном звездом.

Кад је била борба код Дрвара,
Шеста личка спасила маршала!
Шеста личка и Трећа крајишка,
те су двије Титу најмилије!

Укупно 24 припадника јединица из саставе Шесте личке дивизије одликована су Орденом народног хероја. Један број преживелих бораца дивизије је после рата наставио професионалну каријеру у Југословенској народној армији (ЈНА), где су неки од њих обављали високе дужности. Преко 15 генерала ЈНА били су бивши припадници Шесте личке дивизије, а најпознатији од њих су генерал-пуковници — Ђоко Јованић (1917—2000), подсекретар у Савезном секретаријату за народну одбрану; Милан Жежељ (1917—1995), командант Гардијске бригаде и лични пратилац маршала Тита и Илија Радаковић (1923—2015), заменик Савезног секретара за народну одбрану СФРЈ.
Култ Шесте личке дивизије као једне од омиљених ратних јединица Јосипа Броза Тита настао је због чињенице да су јединице из њеног састава одиграле значајну улогу у току Дрварске операције маја 1944. године. Тада се посебно истакла Трећа личка бригада, која се у току десанта на Дрвар 25. маја 1944. са подручја Трубара усиљеним маршем пребацила у Дрвар и снажним нападом одбацила немачке падобранце од пећине, у којој се налазио Врховни командант НОВ и ПОЈ са члановима Врховног штаба. Такође, Титова супруга Јованка Будисављевић Броз (1924—2013) била је припадница Шесте личке дивизије.
Године 1981. у насељу Мукиње на Плитвичким Језерима подигнут је Спомен-дом бораца и омладине Шесте пролетерске дивизије Никола Тесла, чија се поставка састојала из три дела — етнографска збирка, збирка ликовних радова савремених уметника и збирка ратне опреме и оружја. Етнографска збирка представљала је традиционални живот у Лици и састојала се од предмета за свакодневну употребу у сеоским домаћинствима, на пољу и приликом обављања разних других делатности. Ликовна збирка састојала се од око 120 слика и скулптура, чији су аутори били познати југословенски уметници, међу којима — Ђорђе Андрејевић Кун, Антун Аугустинчић, Петар Лубарда, Исмет Мујезиновић, Иван Саболић, Љубица Цуца Сокић, Марко Челебоновић, Стојан Ћелић и др. Међу донаторима уметнина за Спомен-дом био је и холандски сликар Хуго Ландхер, који је поклонио својих 45 слика. Збирка ратне опреме и оружја, поред трофејног наоружања коришћеног за време рата, садржала је и факсимиле и копије ратних докумената, као и личне предмете и документа бораца Шесте личке дивизије. Након операције Олуја, током које су августа 1995. хрватске снаге заузела највећи део Републике Српске Крајине, музејска поставка је опљачкана и уништена. Зграда Спомен-дома тада је оштећена, а касније је обновљена и данас се користи за потребе Спортско-рекреативног центра Мукиње.
У Београду постоји и делује Удружење бораца, потомака и поштовалаца Шесте личке пролетерске дивизије „Никола Тесла” и 35. личке ударне дивизије, које је део организације Савеза удружења бораца народноослободилачког рата Србије (СУБНОР). Удружење је посебно активно у Апатину, где је током колонизације Војводине, након Другог светског рата, досељено доста породица из Лике. Велики проценат колонизованих становника чиниле су борачке породице, чији су припадници управо били борци Шесте личке дивизије. Последњих година на градском тргу у Апатину постављене су спомен-бисте генерала и народних хероја Ђоке Јованића и Лазе Радаковића.
Име Шесте личке дивизије данас носи 20 улица на територији Републике Србије, а неке од њих налазе се у — Апатину, Београду, Ваљеву, Врбасу, Пожаревцу и Сомбору.

## Народни хероји
Борци, командири, команданти и политички комесари јединица из састава Шесте личке дивизије одликовани Орденом народног хероја:
- Милан Антончић (1918—1997) командант Артиљеријске бригаде[66]
- Петар Бабић (1919—2006) политички комесар Друге личке бригаде[67]
- Божо Божовић (1911—1993) начелник Штаба дивизије[68]
- Богдан Болта (1922—1944) командир вода у Првој личкој бригади[69]
- Данило Дамјановић (1915—1990) заменик команданта Друге личке бригаде[70]
- Милан Жежељ (1917—1995) командант Тринаесте пролетерске бригаде[56]
- Дмитар Заклан (1915—1988) командант Прве личке бригаде[71]
- Љубомир Ивковић (1910—1983) заменик политичког комесара Космајске бригаде[72]
- Ђоко Јованић (1917—2000) командант дивизије[55]
- Милан Купрешанин (1911—2005) командант Треће личке бригаде[73]
- Дане Мајсторовић (1922—1944) командир вода у Другој личкој бригади[74]
- Срећко Манола (1914—1979) први командант дивизије[75]
- Драгослав Мутаповић (1912—1990) политички комесар дивизије[76]
- Момчило Новковић (1916—1988) командант Треће личке бригаде[77]
- Станко Опсеница (1907—1943) команданта батаљона у Другој личкој бригади[78]
- Стеван Опсеница (1913—2002) командант Прве личке бригаде[79]
- Томица Поповић (1915—1966) привремени командант Друге личке бригаде[80]
- Илија Радаковић (1923—2015) обавештајни официр Прве личке бригаде[81]
- Лазо Радаковић (1913—2014) начелник Штаба дивизије[57]
- Драган Ракић (1914—1959) командант Друге личке бригаде[82]
- Никола Совиљ Нина (1919—1944) заменика команданта батаљона у Трећој личкој бригади[83]
- Миле Узелац (1913—1987) начелник Штаба дивизије[84]
- Милан Шакић Мићун (1915—1971) начелник Штаба дивизије[85]
- Милан Шијан (1914—2004) командант Треће личке бригаде[86]

## Фотогалерија
- Титова пећина у Дрвару, поприште тешких борби у току немачког десанта 1944.
- Спомен-плоча са именима бораца Шесте личке дивизије, палих у борбама за ослобођење Ваљева септембра 1944.
- Спомен-плоча народном хероју Богдану Болти на спомен-гробљу на Крушику у Ваљеву
- Спомен-плоча на спомен-гробљу на Крушику у Ваљеву
- Спомен-плоча са именима бораца Шесте личке дивизије, палих у борбама за ослобођење Београда октобра 1944.